# Diorit

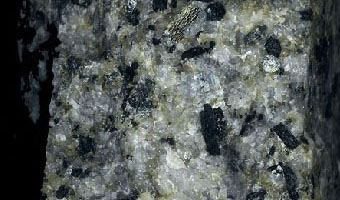
Diorit

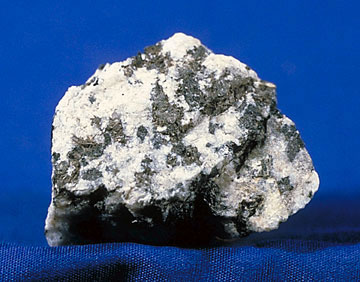
Diorit

Diorit, är en intermediär djupbergart. Bergartens huvudmineral är plagioklas, hornblände och oftast även mörk glimmer (biotit).
Diorit kan bildas på ett antal olika sätt, dels genom kristallisation ur magma, dels genom omkristallisation och förgrovning av vulkaniska bergarter och slutligen dels i vissa fall ur kalkrika sedimentbergarter genom elementutbyten med omgivande bergarter (metamorfos).
Att särskilja diorit från andra mörka eruptivbergarter är ofta svårt då de i huvudsak har samma mineralologiska beskaffenhet. Nära diorit står gabbro, vilken också är en djupbergart, men har något mindre kiselsyrehalt. I naturen förekommer diorit och gabbro ibland så blandade att man inte kan skilja dem åt; man kallar då bergarten för gabbrodiorit.
Dioritens dagbergart kallas andesit. De geologiskt sett äldre andesiterna kallas ibland porfyrit.

## Förekomster
Diorit är en allmänt förekommande bergart, som oftast finns i mindre massiv. En av de största fyndigheterna finns söder om Bryssel i Belgien.
På Korsika förekommer en ögondiorit, kallad korsit, vars beståndsdelar är grupperade som kulor eller klot med 2,5 – 8 cm diameter. I Skandinavien förekommer diorit utanför Trondheim och i Valdres i Norge, och finns spridd över hela Sverige.

## Användning
På grund av sin jämna kornstorlek, den mörka färgen och polerbarheten lämpar sig diorit bra som prydnadssten, för gravmonument o d. Speciellt klotdiorit blir vacker vid polering och kan bearbetas till bordskivor, pelare, gesimser och gravstenar.